# Coptocercus weiri
Coptocercus weiri là một loài bọ cánh cứng trong họ Cerambycidae.